# Zračni napad na Novo Kahovko
11. julija 2022 so ukrajinske sile med rusko invazijo na Ukrajino leta 2022 izvedle napad na Novo Kahovko, ki jo je zasedla Rusija. Po ruskih navedbah je Ukrajina uporabila raketne sisteme HIMARS, ki jih je Ukrajina nedavno pridobila od ZDA.
Tarče v mestu, med drugimi skladišče streliva, so v napadu eksplodirale. Ukrajina je trdila, da je bilo ubitih 12 ruskih vojakov, vključno z generalmajorjem 22. armadnega korpusa Artemom Nasbulinom. Južno vojaško poveljstvo ukrajinskih oboroženih sil je sporočilo, da je »na podlagi rezultatov naših raketnih in topniških enot sovražnik v Novi Kahovki izgubil 5️2 [vojakov], havbico Msta -B, minomet ter sedem oklepnih in drugih vozil ter skladišče streliva."
Ruski uradniki in državne tiskovne agencije so sporočile, da je bilo ubitih najmanj sedem ljudi in 60 ranjenih, vključno s civilisti, ter da je bilo poškodovano obsežno civilno območje, vključno s tržnico, lekarno, skladišči in hišami. Te trditve niso bile neodvisno preverjene. Rusija je potrdila smrt Nasbulina, ni pa pojasnila, ali je umrl v napadu. Ukrajinski tiskovni predstavnik Sergij Klan je dejal, da so bila poročila o poškodbah bolnišnice in civilnih območij v napadu ruske propagande. Civilisti so ukrajinske sile v mestu pozdravljali.